# محمد بن القاسم بن إدريس
هو محمد الباكماني بن القاسم بن ادريس الثاني بن ادريس الأول بن عبد الله الكامل بن الحسن السبط بن علي بن ابي طالب 
لما فر مُوسَى بن أبي الْعَافِيَة أَمَام الْقَائِد ميسور إِلَى الصَّحرَاء صَارَت الرياسة فِي الْمغرب بعده لأبني مُحَمَّد بن الْقَاسِم بن إِدْرِيس وهما الْقَاسِم الملقب بكنون وشقيقه إِبْرَاهِيم  الَّذِي تقدم ذكره فَاجْتمع بَنو إِدْرِيس وَبَايَعُوا الْقَاسِم الْمَذْكُور فَملك أَكثر بِلَاد الْمغرب إِلَّا فاسا فَإِنَّهُ لم يملكهَا وَكَانَ سكناهُ بقلعة حجر النسْر وَاسْتمرّ على إمارته مُقيما لدَعْوَة  أنصاره إِلَى أَن توفّي سنة سبع وَثَلَاثِينَ وثلاثمائة فولي بعده ابْنه أَبُو الْعَيْش